# Генрих Русский
Генрих Русский (нем. Heinrich Ruthenus; Heinrich Reuß) — второй сын фогта Плауэна и графини Эверштейн. Родоначальник германского владетельного дома Рейссов (нем. Reuß).
Первое упоминание о нём в летописи под 1276 годом. В 1289 году посвящён в рыцари. Своё прозвище получил из-за путешествия в Червонную Русь за своей невестой и будущей женой, Юттой Шварцбург-Бланкенбургской, внучкой Даниила Галицкого. Последнее упоминание о Генрихе Русском в 1292 году.